# فرودگاه محلی گاردن ستی
فرودگاه محلی گاردن ستی (به انگلیسی: Garden City Regional Airport) (به زبان بومی: Garden City AAF) یک فرودگاه همگانی با کد یاتا GCK است که یک باند فرود بتن دارد و طول باند آن ۲۲۲۵ متر است. این فرودگاه در کشور ایالات متحده آمریکا قرار دارد و در ارتفاع ۸۸۰٫۹ متری از سطح دریا واقع شده‌است.